# Solnice
Solnice település Csehországban, Rychnov nad Kněžnou-i járásban. Solnice Rychnov nad Kněžnou, Byzhradec, Černíkovice, Lukavice, Skuhrov nad Bělou, Bílý Újezd és Kvasiny településekkel határos. Lakosainak száma 2352 fő (2024. január 1.).

## Népesség
A település lakosságának változását az alábbi diagram mutatja:
| Lakosok száma | 2013 | 1848 | 1889 | 1803 | 2193 | 2085 | 2211 | 2188 | 2186 | 2352 |
|               | 1869 | 1890 | 1921 | 1950 | 1980 | 2001 | 2017 | 2019 | 2022 | 2024 |